# Statsrådet (Thailand)
 For alternative betydninger, se Statsråd. (Se også artikler, som begynder med Statsråd)
Thailands statsråd (thai: คณะองคมนตรีไทย, transkription: khana ongkhamontri thai, engelsk: Privy Council of Thailand) fungerer som et organ af rådgivere for kongehuset. Statsrådet blev oprettet efter britsk forbillede i 1874 under kong Rama Vs regeringstid (1853-1910). Statsrådet består af højst 18 medlemmer, udpeget af kongen og ledes af formanden for rådet.
Rådsmedlemmerne har blandt andet til opgave, at koordinere mellem kongehuset og regeringen, parlamentet, domstolene, private organisationer og borgere i forhold anført i relevante love. 2017-forfatningen udvidede Statsrådets roller og beføjelser. Statsrådet har til huse i Privy Council Chambers (da: Statsrådskammeret), Saranrom Royal Garden (da: Saranrom kongelige have), nær Grand Palace i Bangkok.
Statsrådsmedlemmerne kan ikke være partipolitiske, og de kan derfor ikke være medlem af Repræsentanternes Hus, Senatet, Valgkommissionen, Ombudsmand, den nationale menneskerettighedskommission, dommer i forfatningsdomstolen, dommer i en forvaltningsdomstol, medlem af den nationale kommission for bekæmpelse af korruption, medlem af statsrevisionskommissionen, embedsmand i en fast stilling eller modtager af fast løn, embedsmand i en statsvirksomhed, anden statstjenestemand eller indehaver af anden stilling, som medlem af eller embedsmand i et politisk parti, og må ikke udvise loyalitet over for eventuelle politisk partier. Hemmelige rådsmedlemmer har dog ikke forbud mod at sidde i bestyrelser for indflydelsesrige virksomheder. i 2023 udgør aflønningen 121.990 baht (cirka 25.000 kroner) om måneden for formanden og 112.250 baht (cirka 22.500 kroner) om måneden for andre rådsmedlemmer.
Efter at være blevet udnævnt skal rådmændene aflægge ed i kongens nærværelse, for at påtage sig embedet. En rådmand fratræder embedet ved død, egen opsigelse eller på kongelig befaling.

## Historie
Det første Statsråd i Siam (tidligere navn for Thailand) blev oprettet ved kongelig anordning den 8. maj 1874, under kong Chulalongkorns (Rama V) regeringstid (1853-1910), som en personlig rådgivende forsamling for kongen. Kongen oprettede to råd, dels Siams Statsråd med 49 medlemmer og Ministerrådet med 12 medlemmer.
Statsrådet blev oprettet for at beskæftige sig med lovgivningsmæssige anliggender, mens Ministerrådet blev en tidlig version af kabinettet (regering).
I 2023 var fem ud af 30 thailandske premierministre til dato blevet udpeget til Statsrådet, og syv af de nuværende medlemmer var afledt fra 2014-statskuppet.
Den nuværende formand for Statsrådet er general Surayud Chulanont, der var Thailands 24. premierminister (2006-2008), tidligere øverstbefalende for de væbnede styrker og tidligere hærfører. Han har siddet i formandsstolen siden 27. maj 2019, efter general Prem Tinsulanondas død.